# 金属石鹸
金属石鹸（きんぞくせっけん）は、長鎖脂肪酸と、ナトリウム・カリウム以外の金属塩の総称。

## 性質
水に不溶である。そのため洗浄力はないと言ってよい。反面、非極性有機溶剤への溶解性や樹脂との相溶性は比較的高い。多くは融点100℃以上であるが、脂肪酸の鎖長や、金属の種類によっては、常温でペースト状を示すものもある。滑性を示すものが多い。金属の種類によって様々な色を呈するが、工業的に用いられるものは白色のものが多い。浴室用品などにこびりつくいわゆる石鹸かすも、カルシウム塩やマグネシウム塩等の金属石鹸である。

## 代表的な金属石鹸
ステアリン酸、ラウリン酸、リシノール酸、オクチル酸などの脂肪酸と、リチウム、マグネシウム、カルシウム、バリウム、亜鉛などの金属が使われる。下記に挙げたうち、ステアリン酸・ラウリン酸の金属塩は常温で白色微粉末、リシノール酸の金属塩は淡黄色の粉末、オクチル酸亜鉛は無色の粘性のある液体。
- ステアリン酸リチウム - Li(OCOC17H35)2 融点210-220℃
- ステアリン酸マグネシウム - Mg(OCOC17H35)2 融点108-115℃
- ステアリン酸カルシウム - Ca(OCOC17H35)2 融点148-155℃
- ステアリン酸バリウム - Ba(OCOC17H35)2 融点225℃以上
- ステアリン酸亜鉛 - Zn(OCOC17H35)2 融点115-125℃

- ラウリン酸カルシウム - Ca(OCOC11H23)2 融点210-220℃
- ラウリン酸バリウム - Ba(OCOC11H23)2 融点230℃以上
- ラウリン酸亜鉛 - Zn(OCOC11H23)2 融点110-120℃

- リシノール酸カルシウム - Ca(OCOC17H32(OH))2 融点210-220℃
- リシノール酸バリウム - Ba(OCOC17H32(OH))2 融点117-123℃
- リシノール酸亜鉛 - Zn(OCOC17H32(OH))2 融点94-102℃

- オクチル酸亜鉛 - Zn(OCOC7H15)2

## 用途
滑性効果を活かして合成樹脂・錠剤成型時の滑剤や離型剤、製紙・金属加工用潤滑剤、研磨布紙またゴム工業用打ち粉に用いられる。また、金属塩でありながら油溶性である点を活かし、グリース、加硫促進剤、粉末冶金・鋳造用材、塗料の乾燥促進剤、ポリ塩化ビニル樹脂の塩化水素捕捉などを目的とした合成樹脂添加剤などの分野でも用いられる。